# Hysteria (film, 2014)
Pour les articles homonymes, voir Hysteria.
Pour plus de détails, voir Fiche technique et Distribution.
Hysteria  ou Enfermés au Québec (Stonehearst Asylum) est un film américain réalisé par Brad Anderson, sorti en 2014. Il est librement inspiré de la nouvelle Le Système du docteur Goudron et du professeur Plume d'Edgar Allan Poe.

## Synopsis
Un jeune diplômé en psychiatrie, Edward Newgate, est employé par le docteur Lamb dans l'asile psychiatrique de Stonehearst. Dès le premier soir, il sera intéressé par une patiente atteinte d'hystérie, Eliza Graves. Cependant, il découvrira plus tard que le docteur Lamb n'est pas du tout ce qu'il parait, ni ce qu'il dit être.

## Fiche technique
Sauf indication contraire, les informations mentionnées dans cette section peuvent être confirmées par la base de données cinématographiques IMDb,  présente dans la section « Liens externes ».
- Titre original : Stonehearst Asylum
- Titre français : Hysteria
- Titre québécois : Enfermés
- Réalisation : Brad Anderson
- Scénario : Joseph Gangemi (en), d'après Le Système du docteur Goudron et du professeur Plume d'Edgar Allan Poe
- Direction artistique : Carlos Bodelón et Alexei Karagyaur
- Décors : Alain Bainée
- Costumes : Thomas Oláh
- Photographie : Tom Yatsko
- Montage : Brian Gates
- Musique : John Debney
- Production : Mark Amin, Bruce Davey et Mel Gibson
- Producteurs exécutifs : René Besson, Christa Campbell, Mark Gill, Lati Grobman, David Higgins, Avi Lerner et Cami Winikoff
- Sociétés de production : Icon Productions et Sobini Films
- Sociétés de distribution : Millennium Films (Etats-Unis), Metropolitan Filmexport (France), VVS Films (Canada)
- Pays d’origine :  États-Unis
- Langue originale : Anglais
- Format : couleur
- Genre : Drame,  thriller, horreur
- Durée : 112 minutes
- Dates de sortie : 
  - Chine : 14 juin 2014 (Festival international du film de Shanghai)
  - États-Unis : 24 octobre 2014 (sortie cinéma limitée + sortie VOD)
  - France : 7 août 2015 (directement en vidéo)

## Distribution
- Kate Beckinsale (VF : Laura Blanc) : Eliza Graves
- Jim Sturgess (VF : Damien Ferrette) : Edward Newgate
- Michael Caine (VF : Frédéric Cerdal) : le Dr. Salt
- Ben Kingsley (VF : Jean-Yves Chatelais) : Silas Lamb
- David Thewlis (VF : Guillaume Lebon) : Mickey Finn
- Brendan Gleeson (VF : Patrick Béthune) : l'aliéniste
- Sinead Cusack : Mme Pike
- Sophie Kennedy Clark : Millie
- Christopher Fulford (VF : Daniel Lafourcade) : Paxton
- Jason Flemyng (VF : Philippe Vincent) : Swanwick
- Edmund Kingsley : Charles Graves

 Source et légende : version française (VF) sur RS Doublage

## Production
Le tournage du film a commencé le 21 juin 2013 en Bulgarie, et s'est déroulé principalement dans la ville de Sofia.
Le 25 novembre 2013, il est annoncé que John Debney s'occuperait de la musique du film.
D'abord intitulé Eliza Graves, le titre original du film a été modifié pour devenir Stonehearst Asylum en 2014.

## Accueil

### Accueil critique
Le film a reçu un accueil mitigé recueillant 54 % de critiques positives, avec une note moyenne de 5,4/10 et sur la base de 56 critiques collectées sur le site agrégateur de critiques Rotten Tomatoes. Sur Metacritic, il obtient un score de 52/100 sur la base de 14 critiques collectées.